# Vladař (hradiště)
Hradiště Vladař v okrese Karlovy Vary je jedním z největších keltských hradišť na území Čech. Tato opevněná sídelní aglomerace zažívala rozkvět v 5.–4. stol. př. n. l. Kolem roku 200 př. n. l. byl vývoj násilně přerušen událostmi doprovázenými ničivým požárem. Osídlení tehdy značně prořídlo. Před počátkem letopočtu bylo hradiště opuštěno úplně a s ním nadlouho zpustla i celá okolní krajina. Od roku 1958 je chráněno jako kulturní památka.

## Přírodní poměry
Stolová hora Vladař s vrcholem v nadmořské výšce 693 metrů, leží pět kilometrů východně od Žlutic a zhruba jeden kilometr severně od Vladořic v Karlovarském kraji v západních Čechách. Na severu a severozápadě obtéká horu řeka Střela, do níž se přímo pod hradištěm vlévá bezejmenný potok tekoucí od jihozápadu. Od údolí Střely dělí akropoli hradiště převýšení 230 m. Geologické podloží je tvořeno převážně čedičem.[chybí lepší zdroj]

## Historie
V době keltského osídlení byl vrch Vladař s největší pravděpodobností pevností, která byla protějškem mocenského sídla na Závisti.

## Výzkum
Stopy starého opevnění na Vladaři přitahovaly pozornost již dávno. Již v 16. století zmiňuje hradiště Václav Hájek z Libočan ve své kronice. Ve druhé polovině 19. století byl Vladař zařazen mezi významná pravěká hradiště. Podrobné studium této lokality bylo ale archeology dlouho opomíjeno. Naopak bylo hradiště poškozováno novověkým zemědělstvím, budováním cest přes linie opevnění a nenávratně devastováno nelegálním vykopáním a odnesením kovových artefaktů.
Jako celek nebylo hradiště doposud zkoumáno jednak z důvodu velké finanční náročnosti, jednak na základě obecného poznatku, že metody používané v archeologickém výzkumu v minulosti jsou z novějšího pohledu vždy hrubé a destruktivní. Proto je snaha omezenými finančními prostředky pokrývat především záchranný výzkum míst ohrožených výstavbou, či jinými vlivy.

### První výzkumy
První systematické výzkumy hradiště Vladař se datují do roku 2002, kdy byly provedeny sondy na místech poškozených detektoráři a záchranný průzkum na řezu valem, západně od brány na severním svahu. Záchranný proto, že zde v jednom místě zdejší chovatel koní val z větší části rozebral, aby s koňmi mohl trénovat v příkrém svahu. Při průzkumu se odborníkům podařilo prozkoumat a zdokumentovat celý profil pobořeného valu, přičemž ze získaných údajů se dal odvodit původní profil celé hradby. Ta byla 8 m široká, byla zpevněna dřevěnou konstrukcí a na vnější straně se tyčila do úctyhodné výšky 4,2 m.
Uvnitř valu pak bylo objeveno velké množství spečených kamenů, které svědčí o velkém ničivém požáru dřevěné konstrukce původní hradby. To posléze způsobilo rozpad hradby, která se tím změnila na val. Byl prokázán mimořádný význam hradiště a radiokarbonovou metodou byly přibližně datovány některé z pěti etap budování opevnění.[chybí lepší zdroj]

### Pylová analýza sedimentů
K paleoenvironmentálním analýzám byla použita výplň umělé vodní nádrže, která se nachází uprostřed hradištní akropole. Nádrž poskytla souvislý sedimentární záznam s množstvím dobře zachovaných biologických pozůstatků, přičemž nejstarší vrstvy vznikly na přelomu 5. a 4. století př. n. l. V té době byl zkoumaný prostor téměř zcela odlesněn a intenzivně zemědělsky využíván. Kolem roku 200 př. n. l. došlo k částečnému opuštění hradiště; doklady předchozího masivního osídlení mizí. Na přelomu letopočtu bylo hradiště opuštěno zcela a vegetace se vrací k přírodnímu stavu. V 6. stol. n. l. nastoupila nová vlna kolonizace, která vyvrcholila později vznikem vrcholně středověké kulturní krajiny.

### 21. století
Z archeologických nálezů lze jmenovat: čepel z pazourku, dva fragmenty hliněných závaží, zlomky keramických nádob, keramiku pozdní doby bronzové i zlomky stěn tuhových nádob z doby laténské. V roce 2004 byla nalezena v prostoru předhradí atypická pravěká keramika poblíž dětského letního tábora.
Největší pozornost zasluhuje náhodný nález bronzové figurky, která pochází zřejmě ze severní Itálie nebo z východoalpského prostoru a tvořila trojnožku kónicky tvarované pravděpodobně dřevěné pyxidy vyrobené nejspíše podle etruských a z bronzu zhotovených předloh.
V současné době probíhá průzkum hradiště, které provádí Občanské sdružení Vladař na ochranu a výzkum archeologických lokalit, které získalo finanční grant na zdokumentování stavu této archeologické lokality od Ministerstva kultury ČR a úzce spolupracuje s výzkumníky Archeologického ústavu v Praze. V roce 2002 byly na Akropoli zjištěny řádově desítky drobných i hlubších výkopů pocházejících zřejmě od soukromých osob, které používají detektory kovů k nezákonnému hledání kovových artefaktů. Pokud své nálezy nepředají archeologům, vzniká tím nenahraditelná ztráta při zkoumání minulosti naší země.

### Digitální model terénu
Pro hradiště Vladař byl vytvořen digitální model terénu s rozlišením jednoho metru pomocí laserového výškoměru LIDAR. Projekt Katedry archeologie Západočeské univerzity v Plzni, který testoval potenciál archeologického výzkumu krajiny prostřednictvím dálkového laserového 3D snímkování, odkryl fascinující pohled na hradiště a jeho opevnění.

### Dřevěná konstrukce cisterny
K rozšíření mozaiky znalostí o vývoji hradiště přispěla i práce Karlovarského muzea spolupracujícího s občanským sdružením VLADAŘ. V roce 2007 zkoumali břeh malého rybníka na západním úpatí Vladaře. V roce 1980 zde pan Reseteri z Kojšovic buldozerem hloubil malý rybníček a narazil při tom na „spousty lidských kostí v jakýchsi dřevěných chodbách“.
Bagrista tehdy při snížení hladiny vody pod lžící bagru spatřil zvláštní dřevěnou konstrukci skrývající se v bahně. Vzhledem k ne zcela legálním souvislostem vyšel tento nález najevo až v roce 2007 na základě výpovědi pamětníka. V sondě na břehu rybníka se pak podařilo v jílovitých sedimentech odkrýt spodní část dřevěné stavby z pečlivě a přesně opracovaných dubových hranolů obdélníkového průřezu. Její roubená konstrukce vytvářela několik provázaných komor. Dno bylo vydlážděno říčními valouny. Části stejných dřevěných konstrukcí (i stejné orientace) byly nalezeny i na protilehlém břehu rybníka. Radiokarbonového datování zařadilo dubovou konstrukci do 8.–4. století př. n. l.
Dendrochronologické datování odhalilo dvě skupiny dřevěných konstrukcí. Pro část byly použity mladé a rychle rostoucí stromy pokácené nedlouho po roce 480 př. n. l., samotné komory byly zhotoveny ze starých a pomalu rostoucích dubů pokácených krátce po roce 463 př. n. l. Původní velikost vodní nádrže byla 10 × 11 m. Hráz roubená z tří, až čtyř řad dubových trámů měla zachované stěny do výšky 120–140 cm. Účel velké a nesmírně precizně zhotovené nádrže s dřevěnými komorami po krajích je nejasný. Protože v těchto místech bylo původně prameniště, mohlo by jít o nějaký důmyslný systém na zachytávání vody.
Poměrně složité dřevěné konstrukce mající podobu obdélných komor (v některých případech utěsněných na vnitřní straně nevypáleným jílem) mohly v místě pramenišť vytvářet soustavu retenčních nádrží. Při velkém plošném rozsahu celé struktury roubených komor nelze však hypoteticky v některých místech vyloučit ani provázanost s nadzemními dřevěnými stavbami. Vodní zdroje měly v hrazených sídelních aglomeracích vždy velký strategický význam, což potvrzuje také fakt, že se celé prameniště nachází v silně opevněném prostoru předhradí.
Unikátní dřevěnou konstrukci lze pravděpodobně pokládat za jeden z nejstarších dokladů uměle vybudovaných vodních nádrží s výdřevou v širším evropském prostoru.

### Další nálezy
Podle náhodného nálezu bronzové figurky bojovníka lze datovat osídlení (nikoli počátek a konec) do roku kolem 450 př. n. l., tedy do pozdní doby Halštatské. Z fragmentů nálezů na Akropoli bylo zjištěno osídlení vrchu z období střední doby bronzové (cca 1300 př. n. l.).
Důvod zániku hradiště není znám a kdo ví, zda při rozkradení kovových artefaktů kdy znám bude. Jasné však je, že při zániku hradiště kolem roku 200 př. n. l. spolupůsobil mohutný požár.

## Opevnění a zástavba
Celý areál se skládal ze tří částí: akropole, předhradí a předpolí o celkové rozloze 116,3 ha.

### Akropole
Jedná se o centrální část opevnění o přibližné rozloze 13,4 ha. Celková délka obvodu opevnění dosahuje 1,675 m. Fortifikace byla cca 8 metrů široká. Jednalo se o sypaný val s dřevěné konstrukce čedičových kamenů, který byl na čelní straně 4,2 m vysoký. Tato hradba podlehla v pozdější době mohutnému požáru. Vnitřní plocha se vyznačuje dvěma vyvýšeninami, severní (693 m) – nejeví známky důkladného opevnění a jihozápadní (688 m). Do srdce Akropole vedly tři nálevkovité brány, jejichž ramena se stáčejí do vnitřní plochy. Uprostřed náhorní plošiny Vladaře se nacházela vodní nádrž o rozměrech 45 × 30 m, která sloužila jako zásobárna vody a zachytávala dešťovou vodu.
- Brána A – na západním svahu Akropole před vyústěním přírodního žlebu. Křídla brány tvořily kamenné valy. Před bránou byl předsunutý široký příkop.
- Brána B – nachází se v Severní části Akropole a má podobné terénní usazení jako brána A. Tento vstup je navíc bráněn hradbou z vnitřní strany Akropole a za bránou uzavírá menší obranou linii.
- Brána C – nachází se na jižním svahu na vrcholu vrchu. Brána je jiného typu než brány A a B, fortifikace je zde přerušena a ramena opevnění se stáčejí dovnitř. Před touto branou se nacházela první linie opevnění Akropole na svahu, která má podobu souvislého pásu z menších kamenů. Spojuje první linii opevnění s fortifikací Akropole.

### Předhradí a předpolí
Předhradí se nacházelo na severním, západním a severozápadním úpatí vrchu Vladař. Rozkládá se na ploše přibližně 99 ha. Struktura předhradí je členitá a je ohraničená systémem opevnění, který je tvořen dvěma širokými příkopy o šířce 15–20 m a vzdáleností 7–10 m mezi sebou. Nad nimi byl v některých částech vystavěn val s celkovým převýšením 13 m. Celé předhradí je rozčleněno systémem valů a příkopů na čtyři oddělené plochy propojené branami. Na západní straně se nachází hlavní vstup do komplexu opevnění. V nejlépe přístupném úseku jihozápadního obvodu předhradí hradiště je hlavní obranná linie složená ze dvou paralelních příkopů zesílena ještě mohutným vnitřním valem. Před touto fortifikací se nacházelo opevněné předpolí o celkové rozloze asi 3 ha chráněné valem o délce 500 m. Tento val se skládal z více starších opevnění (valů), což dokládá jeho složitý vývoj. Ani jednu fázi opevnění se nepodařilo přesně datovat.